# Вікторія (Лабуан)
Вікторія (малай. Bandar Labuan — Бандар-Лабуан) — столиця малайзійської федеральної території Лабуан, острова біля північного узбережжя Борнео. Місто розташоване на південно-східному узбережжі Лабуана. Термін Бандар-Лабуан використовується частіше ніж Вікторія.

## Історія
За часів англійського колоніального панування місто носило назву Вікторія, під цією назвою воно згадується в деяких творах Еміліо Сальгарі.

## Економіка
У жовтні 1990 року в Лабуані був заснований міжнародний офшорний фінансовий центр. Бандар-Лабуан — це відкритий порт, у якому не стягується податок з обігу, додатковий прибутковий податок, акцизні збори, експортні-імпортні збори.  Порт знаходиться в природній глибоководній затоці, де великі судна можуть стояти на якорі, оскільки вона захищена від тайфунів.  Головний причал довжиною 244 метра та глибиною 8,5 метрів може приймати судна дедвейтом до 16 000 тонн.
Фінансовий парк уздовж Jalan Merdeka розміщує міжнародні офшорні банки, страхові та трастові компанії. Є також 1500-місний конференц-зал і великий торговий центр. Цей сучасний комплекс, як вважають, є єдиним у своєму роді.

## Клімат
Місто знаходиться у зоні, котра характеризується вологим тропічним кліматом. Найтепліший місяць — квітень із середньою температурою 28.7 °C (83.6 °F). Найхолодніший місяць — січень, із середньою температурою 27.3 °С (81.1 °F).
| Клімат Бандар-Лабуана   | Клімат Бандар-Лабуана | Клімат Бандар-Лабуана | Клімат Бандар-Лабуана | Клімат Бандар-Лабуана | Клімат Бандар-Лабуана | Клімат Бандар-Лабуана | Клімат Бандар-Лабуана | Клімат Бандар-Лабуана | Клімат Бандар-Лабуана | Клімат Бандар-Лабуана | Клімат Бандар-Лабуана | Клімат Бандар-Лабуана | Клімат Бандар-Лабуана |
| Показник                | Січ.                  | Лют.                  | Бер.                  | Квіт.                 | Трав.                 | Черв.                 | Лип.                  | Серп.                 | Вер.                  | Жовт.                 | Лист.                 | Груд.                 | Рік                   |
| Середній максимум, °C   | 30                    | 30,3                  | 31,6                  | 32,1                  | 31,9                  | 31,6                  | 31,2                  | 31,4                  | 31,2                  | 30,8                  | 30,8                  | 30,4                  | 31,1                  |
| Середня температура, °C | 27,3                  | 27,4                  | 28,2                  | 28,6                  | 28,6                  | 28,3                  | 27,9                  | 28,1                  | 27,9                  | 27,6                  | 27,7                  | 27,5                  | 28                    |
| Середній мінімум, °C    | 24,6                  | 24,5                  | 24,9                  | 25,2                  | 25,3                  | 25                    | 24,7                  | 24,9                  | 24,7                  | 24,5                  | 24,6                  | 24,6                  | 24,8                  |
| Норма опадів, мм        | 173.9                 | 115.1                 | 73.3                  | 227.5                 | 306.7                 | 287.1                 | 308                   | 290                   | 301.3                 | 390.9                 | 334                   | 308.5                 | 3116.3                |
| Днів з дощем            | 9                     | 8                     | 7                     | 12                    | 16                    | 13                    | 14                    | 13                    | 16                    | 18                    | 18                    | 14                    | 158                   |
| ----------------------- | --------------------- | --------------------- | --------------------- | --------------------- | --------------------- | --------------------- | --------------------- | --------------------- | --------------------- | --------------------- | --------------------- | --------------------- | --------------------- |
| Джерело: Weatherbase    |                       |                       |                       |                       |                       |                       |                       |                       |                       |                       |                       |                       |                       |